# Danehill (Sussex de l'Est)
Pour l’article homonyme, voir Danehill.
Danehill est une paroisse civile et un village du Sussex de l'Est, en Angleterre.